# フリーダムトレイル

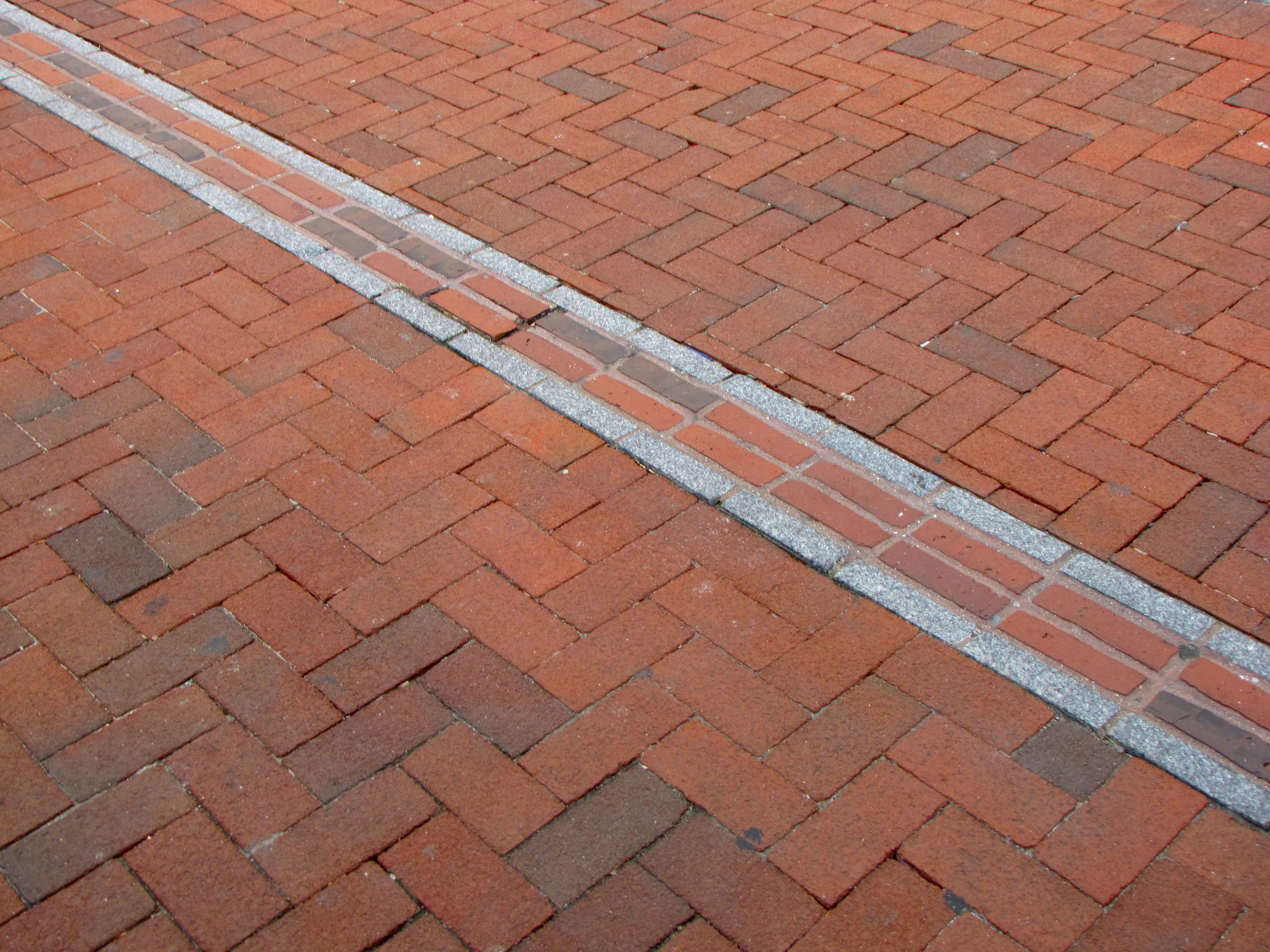
フリーダム・トレイルの歩道には赤レンガが埋め込まれている。

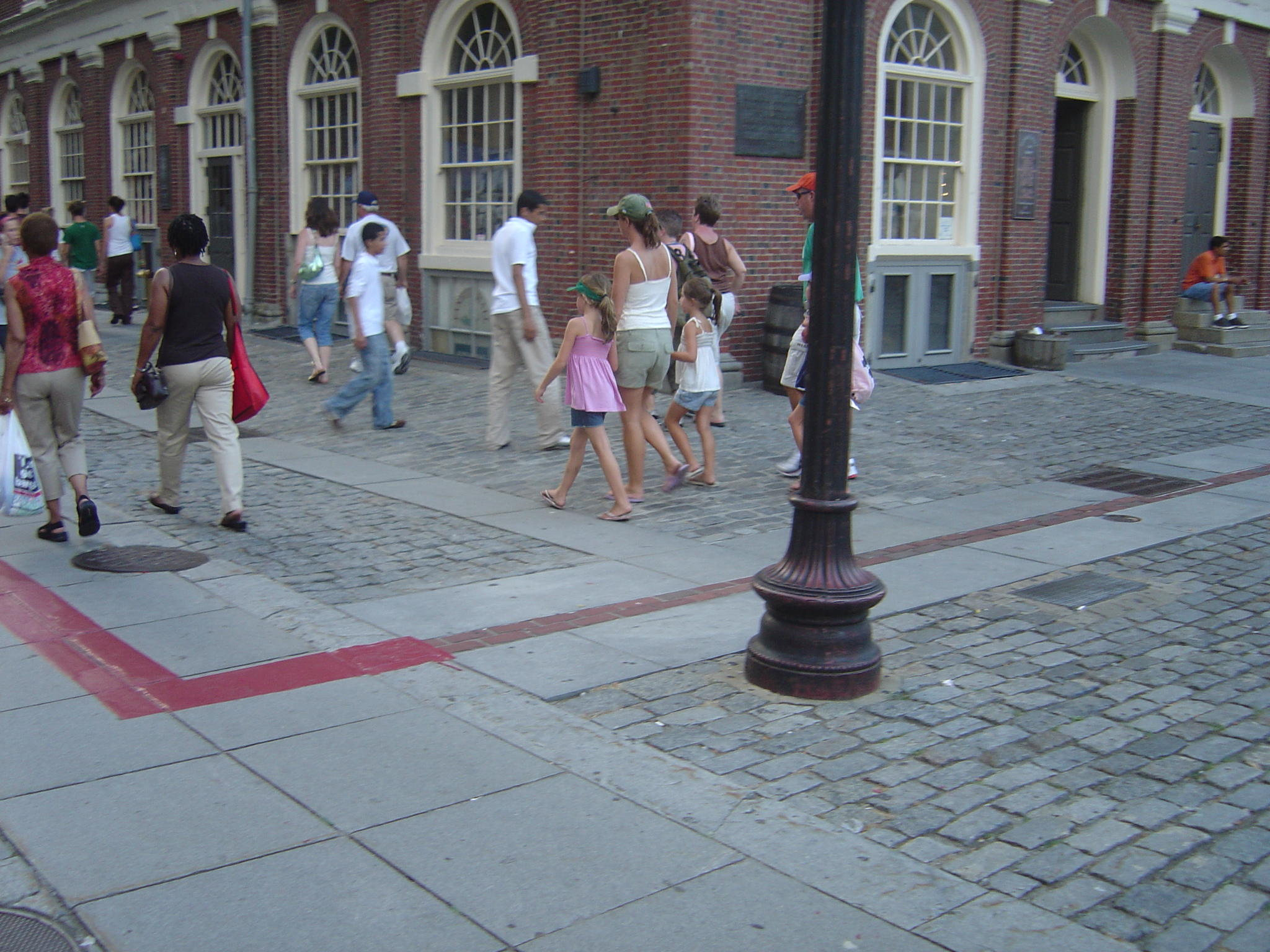
ファニエル・ホール沿いのフリーダム・トレイル

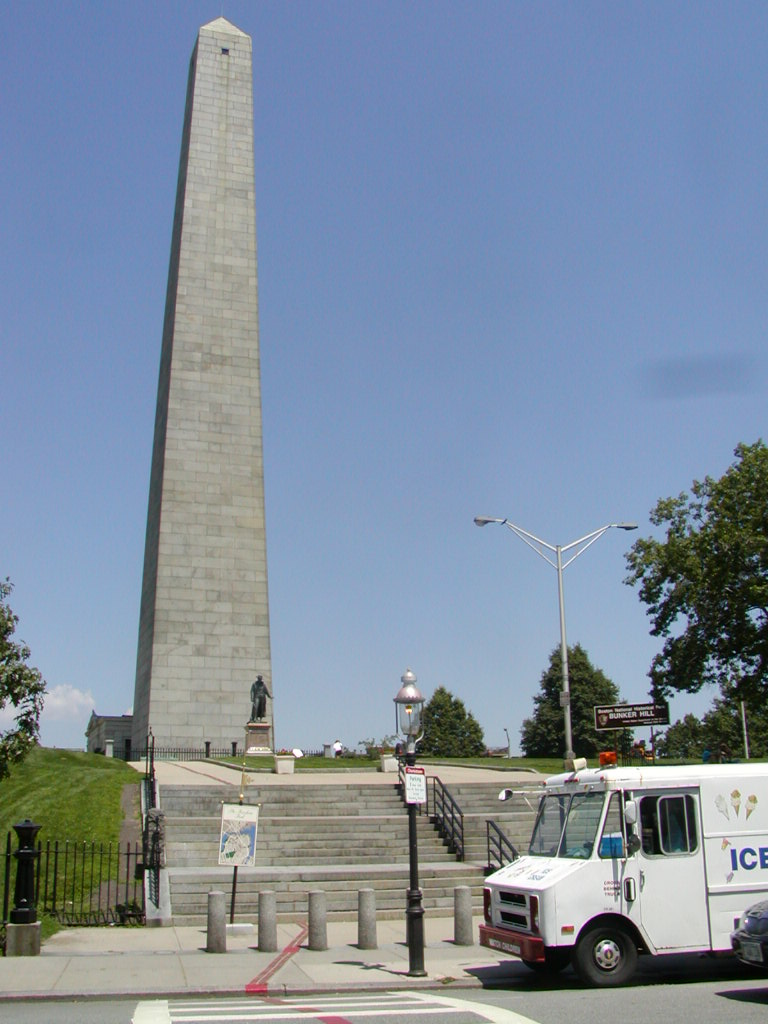
フリーダムトレイルの終点、バンカーヒル記念塔。手前の横断歩道から奥の塔へと延びている赤い線がフリーダムトレイルである。

フリーダムトレイル(Freedom Trail)とは、アメリカ合衆国マサチューセッツ州ボストン中心部の道路に描かれている赤いレンガの線の入った歩道である。

## 概要
ボストンコモンからチャールズタウンのバンカーヒル記念塔まで全長約2.5-マイル (4.0 km)にわたり、これを辿ることにより、アメリカ合衆国の歴史に関わる市内の主要な観光地16ヶ所を巡ることができるようになっている。トレイル沿いの名所には歴史的あるいは著名な地標、墓地、境界、建物、船が含まれる。その多くが入場無料または寄付推奨だが、オールド・サウス集会場、旧マサチューセッツ州会議事堂、ポール・リビアの家は有料である。ボストン市のフリーダム・トレイル委員会が管理し、様々な非営利団体や基金、民間の慈善活動家、ボストン国立歴史公園の支援を受けている。
1951年、地元ジャーナリストのウィリアム・スコフィールドにより考案され、ジョン・ハインズ市長がこの案を実行に移した。1953年には年間4万人がこのトレイルを歩いていた。
アメリカ合衆国国立公園局はファニエル・ホールの1階に観光案内所を設置し、ツアーの実施、地図の無料配布、書籍の販売などを行なっている。
ただしボストン茶会事件やリバティ・ツリーなど歴史的に重要な箇所が含まれていないとの指摘もある。

## フリーダムトレイル沿いの名所
1. ボストンコモン
2. マサチューセッツ州会議事堂
3. パークストリート教会
4. グラナリー墓地
5. キングス・チャペルとキングス・チャペル墓地
6. ベンジャミン・フランクリンの銅像と旧ボストン・ラテン・スクール
7. オールド・コーナー書店
8. オールド・サウス集会場
9. 旧マサチューセッツ州会議事堂
10. ボストン虐殺地跡
11. ファニエル・ホールとクインシー・マーケット
12. ポール・リビアの家
13. オールドノース教会
14. コップズ・ヒル墓地
15. コンスティテューション号
16. バンカーヒル記念塔

マサチューセッツ州会議事堂とパークストリート教会の間をブラック・ヘリテイジ・トレイルが交差する。